# Część zdania
Część zdania – podstawowy element, tj. wyraz lub związek wyrazowy, który można wyróżnić w zdaniu ze względu na funkcję jaką w nim spełnia. Funkcje takie określa się poprzez analizę składniową zdania, czyli rozbiór logiczny.

## Części zdania
Podmiot:
Podmioty można podzielić na:
- gramatyczne
- logiczne
- domyślne
- szeregowe

Język polski dopuszcza istnienie zdań bezpodmiotowych.
Orzeczenie może funkcjonować jako:
- czasownikowe (proste)
- Złożone
  - Imienne
  - Fazowe (np. zaczynam czytać, kończę jeść)
  - Modalne (powinnam umieć, muszę wypić)

## Określenia
- Przydawka[7]:
  - rzeczowna
  - przymiotna
  - liczebna
  - dopełniaczowa
  - przyimkowa
- Dopełnienie[8]:
  - bliższe
  - dalsze
- Okolicznik[9]
  - miejsca
  - czasu
  - celu
  - przyczyny
  - warunku
  - sposobu
  - przynależności
  - stopnia i miary
  - akcesoryjny
  - porządkowy

## Wyrazy niebędące częścią zdania
Częściami zdania nie są
- wyrazy niesamodzielne:
  - przyimek
  - spójnik
  - partykuła
- wyrazy poza związkami zdania:
  - wołacz
  - wykrzyknik
  - wyrazy i zwroty wtrącone:
„To zachowanie, moim zdaniem, nie jest godne pochwały.”
  - wyrazy nawiązujące do zdań poprzednich:
akurat, otóż, poza tym, tymczasem, właśnie 
  - wyrazy charakteryzujące stosunek mówiącego do treści zdania:
 na pewno, niestety, oczywiście, prawdopodobnie
  - wyrazy uwydatniające treść członu zdania:
 naprawdę, niewątpliwie, oczywiście, po prostu, tylko
„Tylko jemu zawdzięczamy to osiągnięcie.”
  - wyrazy zmieniające treść członu zdania:
 chyba, raczej, wcale, zapewne